# Playas
Playas är en ort i Ecuador.   Den ligger i provinsen Guayas, i den sydvästra delen av landet, 300 km sydväst om huvudstaden Quito. Playas ligger 10 meter över havet och antalet invånare är 30 564.
Terrängen runt Playas är platt. Havet är nära Playas åt sydväst. Runt Playas är det ganska tätbefolkat, med 75 invånare per kvadratkilometer. Playas är det största samhället i trakten. Trakten runt Playas består till största delen av jordbruksmark.